# Isotoma axillaris
Isotoma axillaris là loài thực vật có hoa trong họ Hoa chuông. Loài này được Lindl. mô tả khoa học đầu tiên năm 1826.